# Nomada ariasi
Nomada ariasi är en biart som beskrevs av Dusmet y Alonso 1913. Nomada ariasi ingår i släktet gökbin, och familjen långtungebin. Inga underarter finns listade i Catalogue of Life.